# 齊藤正俊
齊藤 正俊（さいとう まさとし、1952年 - ）は、日本の実業家。株式会社ニチイ学館元代表取締役社長兼CEO、社団法人全国産業能力開発団体連合元会長。

## 人物・経歴
1952年生まれ。秋田県出身。1976年、立教大学法学部卒業。
1993年4月、株式会社ニチイ学館入社。1997年5月、同社経営企画室長、1998年6月取締役を歴任。
2001年5月、株式会社サンメディック代表取締役社長に就任。
2008年2月、株式会社ニチイ学館ヘルスケア事業統括本部長、同年4月、同社在宅介護事業本部長。同年6月、同社取締役専務に就任。
2011年4月、同社代表取締役社長兼CEOに就任。
2013年5月、社団法人全国産業能力開発団体連合会長に就任。